# Национальный лесотехнический университет Украины
Национа́льный лесотехни́ческий университе́т Украи́ны (укр. Національний лісотехнічний університет України) — государственное высшее учебное заведение IV уровня аккредитации, расположенное во Львове. 
Единственный на Украине вуз лесотехнического профиля. Готовит бакалавров, специалистов (инженеров), магистров. 

## История
Австро-Венгерский период
Начало лесохозяйственного образования в Западной Украине имело длительную предысторию. В 1807 году галицкие лесоводы обратились к властям с просьбой открыть среднее лесное учебное заведение. В 1812 году был вынесен на рассмотрение проект создания кафедры и профессиональных студий в университете Львова. В 1852 году при Галицком хозяйственном обществе начала действовать лесная секция, а затем — в 1874 году — Галицкое лесное общество. 24 октября 1874 начала подготовку специалистов Краевая школа лесного хозяйства во Львове. В 1908 году Краевой школе лесного хозяйства был присвоен статус высшего учебного заведения.
Польский период

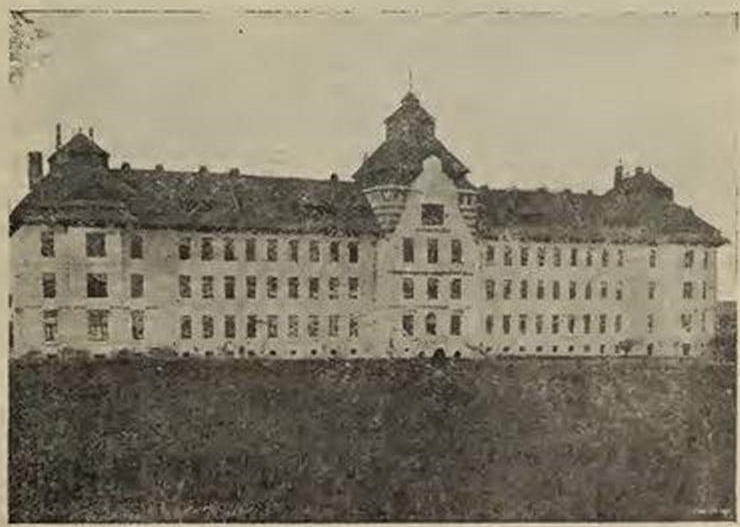
Здание университета в 1912 году

После поражения Западно-Украинской Народной Республики во времена польского господства произошла реорганизация учебных заведений. Высшую лесную школу было объединено с земледельческой академией и создан полеводческо-лесной факультет Львовской политехники. В 1921—1926 годы во Львове действовал Украинский тайный университет, а в его структуре — лесной (впоследствии — лесоагрономический) факультет.
Период немецкой оккупации в 1941—1944 годы на базе Львовской политехники действовали только лесные профессиональные курсы.
Советский период
15 января 1945 было издано постановление правительства УССР об организации Львовского лесотехнического института. 6 ноября 1954 приказом министра высшего образования СССР были объединены лесомелиоративных факультет Львовского сельскохозяйственного института лесохозяйственным факультетом лесотехнического института. В 1988 году Львовский лесотехнический институту было присвоено имя выдающегося ученого академика Петра Степановича Погребняка.
Независимая Украина
17 июня 1993 лесотехнический институт успешно прошёл аккредитацию и получил Государственную лицензию на образовательную деятельность по четвёртому образовательно-квалификационному уровню. Постановлением Кабинета Министров Украины от 13 августа 1993 году № 646 на базе Львовского лесотехнического института им. Петра Погребняка создан Украинский государственный лесотехнический университет. 16 мая 2005 года на его базе создан Национальный лесотехнический университет Украины.

## Корпуса и кампуса

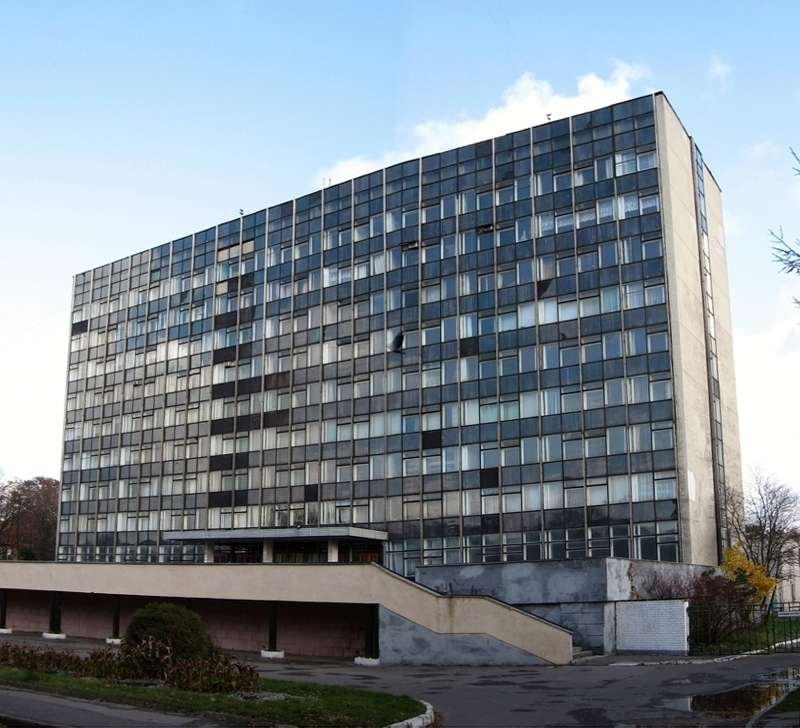
Учебный корпус № 1 (т. н. «Стеклянный»)

Университет расположен в 9 учебно-научных корпусах, один из которых — памятник архитектуры. Общежития находятся на территории университета. Все учебные корпуса и общежития составляют «Университетский городок»
Обслуживание читателей происходит на 2 абонементах и в 3 читальных залах. Помещение библиотеки имеет собственный корпус и два подразделения, которые размещены в других корпусах университета. Во всех корпусах обеспечен доступ к Интернету.

## Структура

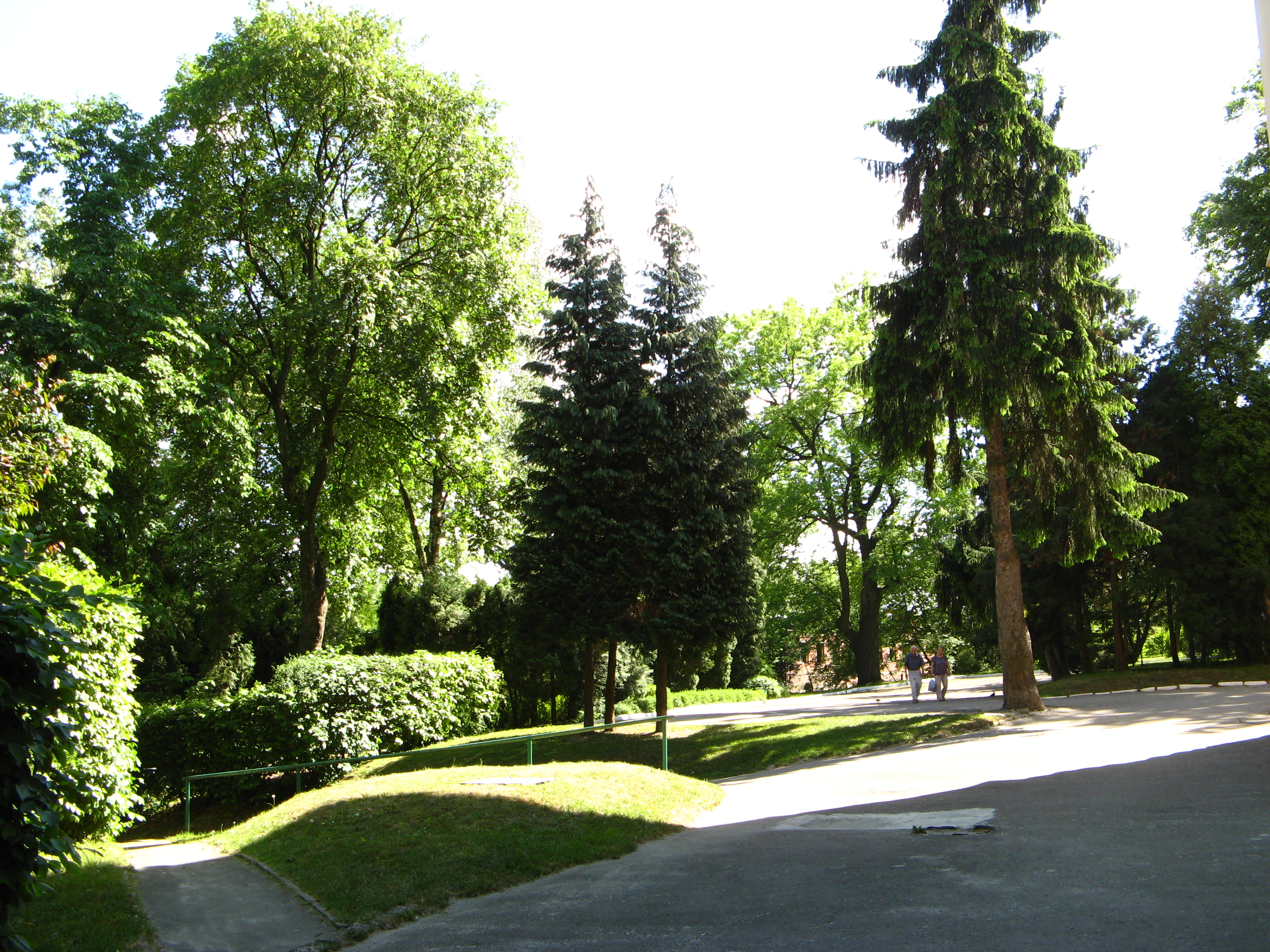
Государственный ботанический сад

- Институт экологической экономики (специальности: экономист-эколог, эколог, менеджер лесохозяйственных предприятий).
- Лесохозяйственный факультет (специальности: лесное хозяйство, садово-парковое хозяйство, охотничье хозяйство, градостроительство и ландшафтная архитектура).
- Технологический факультет (специальности: технология деревообработки, химическая технология переработки дерева и растительного сырья, информационные технологии проектирования, дизайн).
- Лесомеханический факультет (специальности: оборудование лесного комплекса, лесоинженерное дело, автоматизированное управление технологическими процессами).
- Экономический факультет (специальности: менеджмент организаций, менеджмент внешнеэкономической деятельности, учёт и аудит).
- Институт экологической экономики (специальности: менеджмент организаций, экология и охрана окружающей среды, экономика окружающей среды и природных ресурсов).
- Заочный факультет.
- Факультет довузовской подготовки и последипломного образования, который включает подготовительное отделение, курсы для подготовки ко вступлению в университет, Малую лесную академию, курсы повышения квалификации и переподготовки специалистов.
- Технологический колледж.
- Природно-технический лицей.
- Природный заповедник «Расточье».
- Учебно-производственный лесокомбинат.
- Государственный ботанический сад.
- Учебно-консультационный центр в г. Хуст Закарпатской области.
- Учебно-научная лесоэкологическая лаборатория в Шацке Волынской области.
- 2 учебно-научные стационары.
- Спортивно-оздоровительный лагерь на берегу Чёрного моря.

При университете создан учебный комплекс «Лесотехническое образование», в состав которого входят учебные заведения 1-2 уровней аккредитации из разных регионов Украины — три колледжа, семь техникумов, один лицей, три профтехучилища и одна гимназия-интернат.

## Почётные доктора и известные выпускники
Почётные доктора: Гельмут Коль, Леонид Рудницкий, Ганс Эссманн, Ноэль Луст, Давиде Петтенелла, Гансюрген Досс, Дитрих Блюменвитц.
Известные выпускники: Грунянский Иван Иванович — министр лесной и деревообрабатывающей промышленности (1965—1986); Шершун Николай Харитонович — Председатель Государственного комитета лесного хозяйства Украины (2010 год); Шпек Роман Васильевич — министр экономики Украины (1993—1995) вице-премьер министр Украины по экономическим вопросам (1995—1996), глава постоянного представительства Украины при Европейском Союзе (2000—2007), Туныця Юрий Юрьевич — академик НАН Украины, доктор экономических наук, заслуженный деятель науки и техники Украины, профессор, член официальной делегации Украины на 19-й спецсессии Генеральной Ассамблеи ООН (1997), член официальной делегации Украины на 63-й сессии Генеральной Ассамблеи ООН (2008), член официальной делегации Украины на Конференции ООН по устойчивому развитию «Рио+20» (2012), автор идеи и концепции Экологической Конституции Земли.

## Награды и репутация
По рейтингу ЮНЕСКО ТОП-200 Украины в 2012 году — 32 место